# Бнеи Брит ложа Србија 676
Бнеи Брит ложа Србија 676 је јеврејска добротворна организација, која је основана 8. фебруара 1911. године, у Београду. Разлог отварања Ложе била је потреба зближавања сефардских и ашкенашких београдских Јевреја.

## Бнеи Брит
Бнеи Брит ложа (такође и Б′неи Б′рит или Бене Берит) је јеврејска добротворна организација чије име у преводу са хебрејског језика значи Синови Савеза. Оснива се у форми ложе, односно тзв. Независног Ордена. Чланови ложе се између себе ословљавају са „Брате”.
Прва у свету основана је као Независни Орден (ложа) у Њујорку 1843. године као међународна национална јеврејска организација. За своје симболично знамење одабрала је Менору (јеврејски традиционални шестокраки свећњак) са слоганом „Доброчинство, Братска љубав и Слога”. Бнеи Брит ложе постоје у скоро свим земљама света где живе Јевреји. Све Ложе Бнеи Брита где год се налазе, основају су и делују као хуманистичке и хуманитарне организације у циљу општечовечанске борбе за равноправност, благостање и толеранцију. Бнеи Брит је као једна од невладиних организација заступљена и у Уједињеним нацијама, у УНЕСКО-у (енгл. UNESCO), као и у Европском савету.

### Бнеи Брит ложа Србија 676
У Србији је прва Ложа Бнеи Брита под називом Бнеи Брит ложа Србија 676, а према светском редоследу бројања оснивања, установљена 8. фебруара 1911. године, у Београду. Разлог отварања Ложе била је потреба зближавања сефардских и ашкенаских београдских Јевреја. Свечано отварање ложе под именом Србија извршено је у сали тада највећег, Гранд хотела у Београду. Први председник Ложе био је Адолф Решовски. Број чланова у првој години постојања износио је 21. На оснивачкој скупштини прве Ложе Бнеи Брита у Србији били су присутни: Адолф Решофски (у неким списковима Решовски), Аврам Озеровић, Аврам Левић, Аврам Д. Фархи, Адолф Штерн, Александар Нахман, др Букус Алкалај, др Букић Пијаде, Бенко Давичо, др Давид М. Алкалај, др Исак Алкалај, Игњат Шланг, Јакоб С. Давичо, Бенаројо Нисим, Рафаел (Рафаило) Финци, др Самуел (Самуило) Попс, др Соломон И. Алкалај, др Фридрих Попс, Фердинанд Мајер, Хајим И. Алкалај и Шемаја Де Мајо. Две године касније тај број се повећао на 38 чланова. Својим залагањима и улагањима ова Ложа допринела је оснивању Женске јеврејске радничке школе и Јеврејског гимнастичког друштва. На Ложиним састанцима држана су предавања из разних области јеврејства, као што су јеврејска историја, историја Ордена (Бнеи Брита), али и социјалних и привредних тема, омладинских питања, учење хебрејског језика, говорило се о Талмуду, те о бројним другим темама. Бнеи Брит ложа Србија 676 била је позната и по сталној и несебичној помоћи предшколској деци за њихов боравак и оброке у предшколским установама.
Тај обимни хуманистички и хуманитарни рад био је прекинут у годинама два Балканска рата и Првог светског рата. Прва послератна седница Ложе у границама новостворене Југославије и даље под именом Србија одржана је 12. новембра 1919. године. На пољу доброчинства резултати су били разноврсни и многобројни. Подржаване су честе хуманитарне акције. Додељивана је редовна новчана помоћ Јеврејској читаоници и Јеврејском гимнастичком друштву у Београду. Новчано је помогнуто зидање зграде Јеврејског дома и ашкенаског темпла-синагоге. После смрти њеног дугогодишњег председника Соломона Алкалаја основан је добротворни фонд под његовим именом од прилога чланова Ложе. Изван Београда новчано је помаган рад Јеврејске болнице у Суботици. А чланови Ложе Србија узели су видног учешћа у акцији социјалног помагања сиромашних битољских Јевреја. Сакупљани су и прилози за ционистичку фондацију Керен Хајесод, која је помагала живот Јевреја у Палестини. Прилозима чланова омогућена је и запажена изложба великог београдског јеврејског сликара Леона Коена. Њени имућни чланови реализовали су у највећој мери план откупа и сабирања Коенових слика за колекцију која је требало да остане у трајном поседу Београда и београдског јеврејства. Споменик погинулим јеврејским ратницима у српским отаџбинским ратовима (Балканским и Првом светском) на јеврејском гробљу у Београду, подигнут је 1927. године претежно захваљујући новчаним доприносима чланова Бнеи Брита.
Свој рад Ложа је прекинула 1940. године, када су у држави, под утицајем нарастајућег антисемитизма у Немачкој, донети антијеврејски закони којима је, између осталог, забрањен и рад Ложе Србија 676. У рату који је следио убијен је највећи број чланова Ложе.
Послератна комунистичка власт није дозволила обнављање рада, нити оснивање нових националних организација. Тек 2002. године, Бнеи Брит Европе (ББЕ) контактирао је београдску јеврејску заједницу подстичући евентуалне могућности поновног обнављања рада Ложе Србија. После двогодишњих договора, 11. септембра 2004. године, свечано и уз присуство свих чланова ББЕ и других званица, Бнеи Брит ложа Србија 676, је започела са радом. Том приликом, у жељи да додатно искаже значај овој иницијацији и поновном почетку рада ове ложе, Извршни одбор европског Бнеи Брита одржао је свој службени састанак у Београду. Први изабрани председник по наставку рада ложе Србија, 2004. године, био је Бранко Шнап. Ложа је наставила рад на хуманистичким и хуманитарним делатностима имајући у виду тадашњу ситуацију међународне блокаде Србије, оријентишући се да помогне јеврејској заједници која се заједно са својим окружењем у земљи налазила у тешкој економској и политичкој ситуацији.
Од тада па до данас Ложа је радила на бројним пројектима, како хуманитарним и социјалним, тако и културним:
- 2006. до 2011. године радило се на помоћи у хигијенском одржавању станова и домаћинстава преживелих Холокауста. У овом пројекту финансијску помоћ дале су и Ложе из Холандије и Швајцарске;
- 2006. и 2007. године у Београду и Новом Саду организоване су изложбе слика израелско-аустријског сликара Алмога Оза, под називом „Зар и он”;
- 2008. финансирао се одлазак студенткиње клавира са Београдске музичке академије на такмичење за младе јеврејске музичаре у Лиону, а потом 2009. године и на концерт у Букурешт;
- 2008. и 2010. прилозима чланова финансирано је објављивање репринт издања књига „Јевреји у Београду Архивирано на веб-сајту  (24. март 2021)” Игњата Шланга (иста је била представљена на сајму књига у Паризу) и „Сефардски ноктурно Архивирано на веб-сајту  (30. септембар 2020)” Жака Финција;
- 2008. и 2009. године организоване су у дворишту синагоге јавне прославе јеврејског празника Ханука, којима су присуствовали и уважени гости — председник Србије Борис Тадић, верски достојанственици православне и католичке Цркве (владика Порфирије и надбискуп Хочевар), Исламске заједнице (муфтија Мухамед Јусуфспахић), те министар вера г. Шијаковић;
- Од 2007. па све до данас, на великој сцени Народног позоришта и Коларчевог универзитета, организовани су концерти јеврејских уметника Србије у поводу међународне манифестације „Европски дан јеврејске културе”;
- Од 2009. до 2019. сваке године су организована предавања професора Елиезера Папе са Бен Гурион универзитета у Израелу, на разне јеврејске теме;
- 2012. на иницијативу Бнеи Брит ложа Србија формира се Јеврејски камерни оркестар, састављен од Јевреја музичара и њихових пријатеља под уметничком управом виолончелисте Ладислава Мезеија. Оркестар је до сада наступао у Београду, Загребу и Сегедину.
- 2014. године Скупштина Београда прихватила је иницијативу Бнеи Брита ложа Србија 676, да се 10. мај прогласи за „Дан сећања на жртве Холокауста у Београду”. Том приликом организована је и Свечана академија у једној од хала логора Сајмиште, уз присуство градоначелника Београда и других државних, верских званица и представника дипломатског кора;
- бројна предавања држали су: рабин Србије Исак Асиел, књижевник Филип Давид, режисер Зоран Амар, дипломата Том Прајс, Амбасадор Израела Артур Кол, новинар Александар Лебл и други;
- 2015. године изабран је нови председник ББ ложа Србија, г. Милоје Тодоровић;
- 2020. године за председника је изабран др Рубен Фукс.